# یایی بونی
توماس یایی بونی (به انگلیسی: Thomas Yayi Boni) (زاده ۱ ژوئیه ۱۹۵۲) یک سیاستمدار بنینی است که از ۶ آوریل ۲۰۰۶ تا ۶ آوریل ۲۰۱۶ رئیس جمهور بنین بود. او در انتخابات ریاست جمهوری ماه مارس ۲۰۰۶ به ریاست جمهوری رسید و دوباره در انتخاب ماه مارس ۲۰۱۱ به پیروزی رسید. او همچنین به عنوان رئیس اتحادیه آفریقا از ۲۹ ژانویه ۲۰۱۲ تا ۲۷ ژانویه ۲۰۱۳ خدمت کرده است.

## نگارخانه

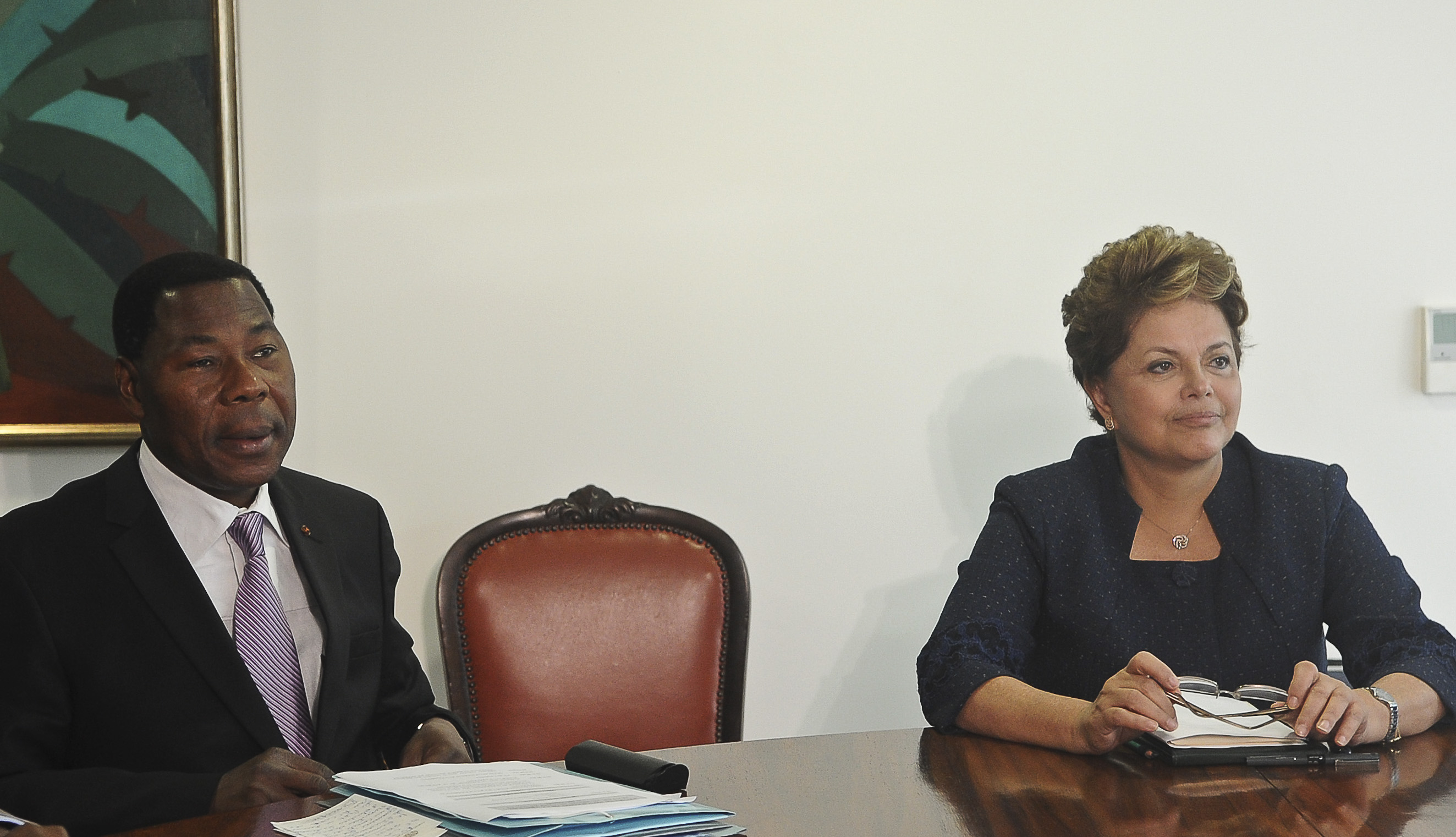
بونی و رئیس جمهور برزیل، دیلما روسف
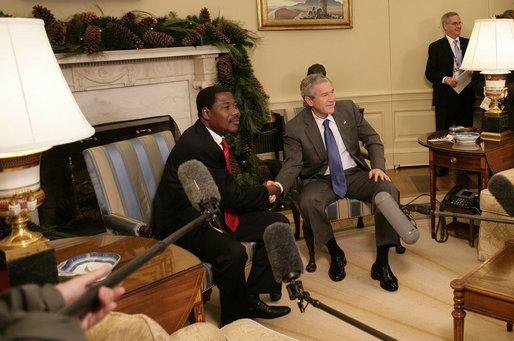
بونی و جرج بوش در کاخ سفید (۲۰۰۶)
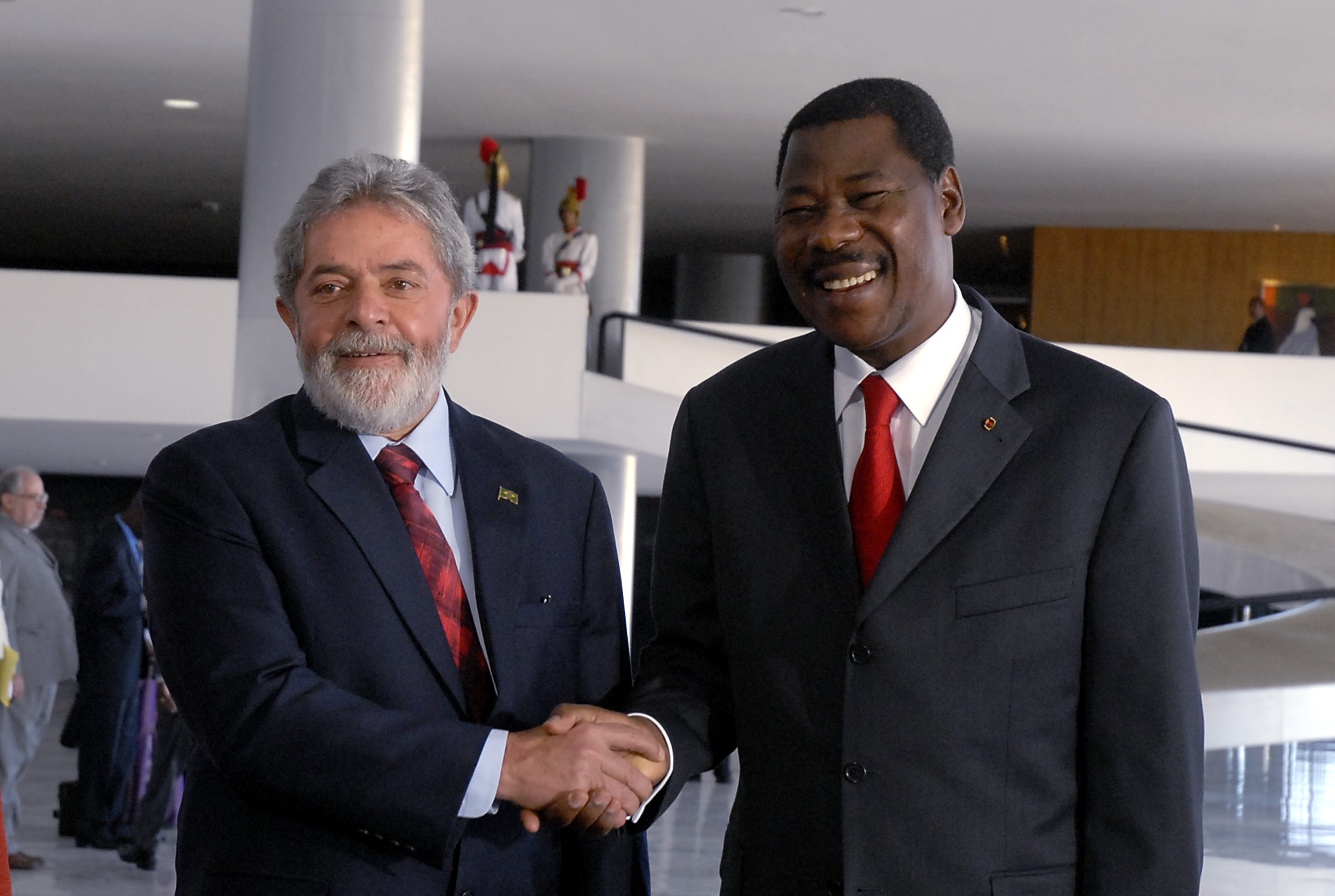
بونی و داسیلوا (۲۰۰۶)